# Dorothy Du Boisson

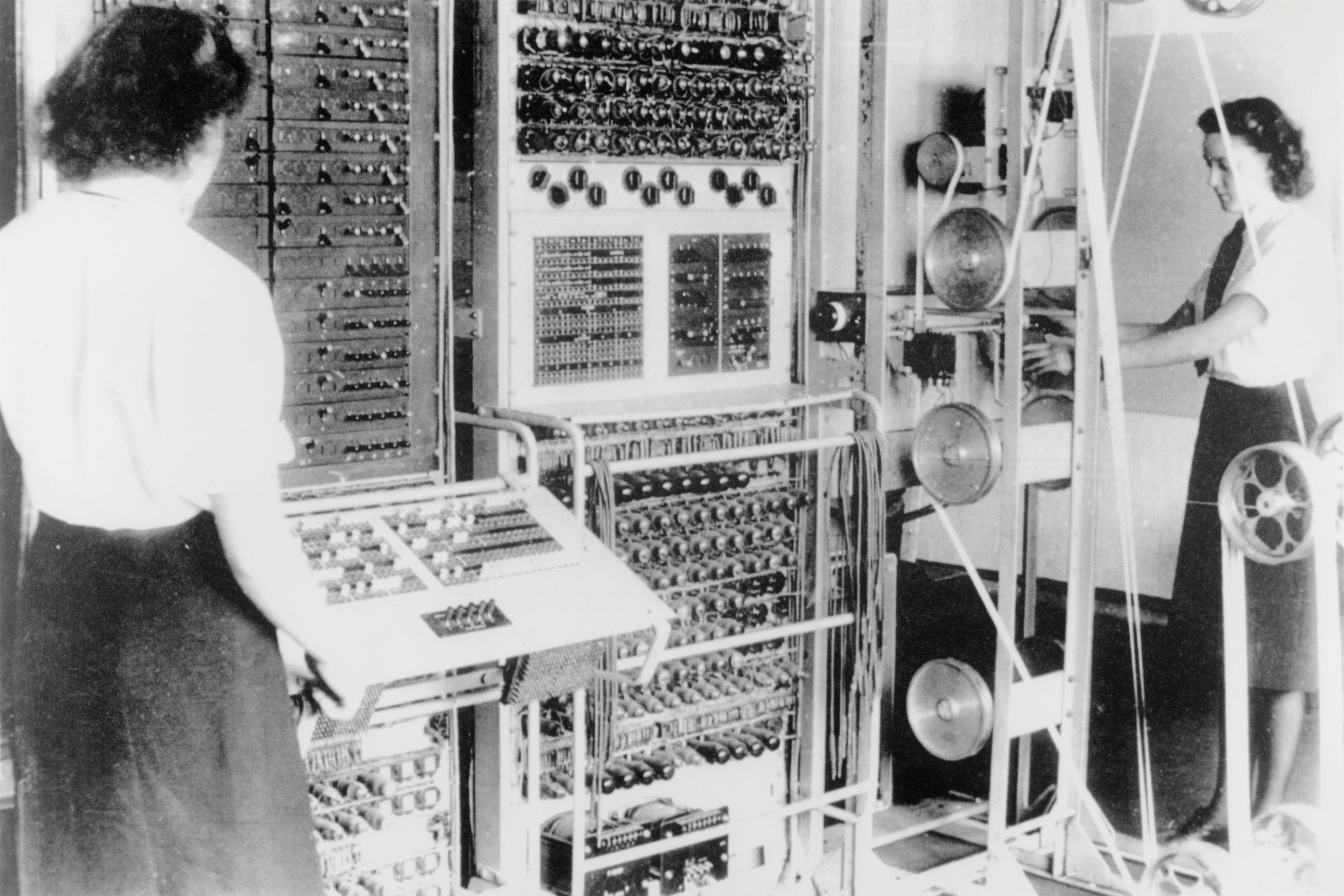
Dorothy Du Boisson an einem Colossus Mark II. Im Hintergrund rechts sind neben ihrer Kollegin Elsie Booker die Lochstreifen zu sehen, mit denen Colossus „gefüttert“ wurde (1943).

Dorothy Irene Du Boisson, MBE, (* 26. November 1919; † 1. Februar 2013) war während des Zweiten Weltkriegs eine der Frauen in Bletchley Park (B.P.), die dazu beitrugen, den verschlüsselten deutschen Nachrichtenverkehr zu entziffern.

## Leben

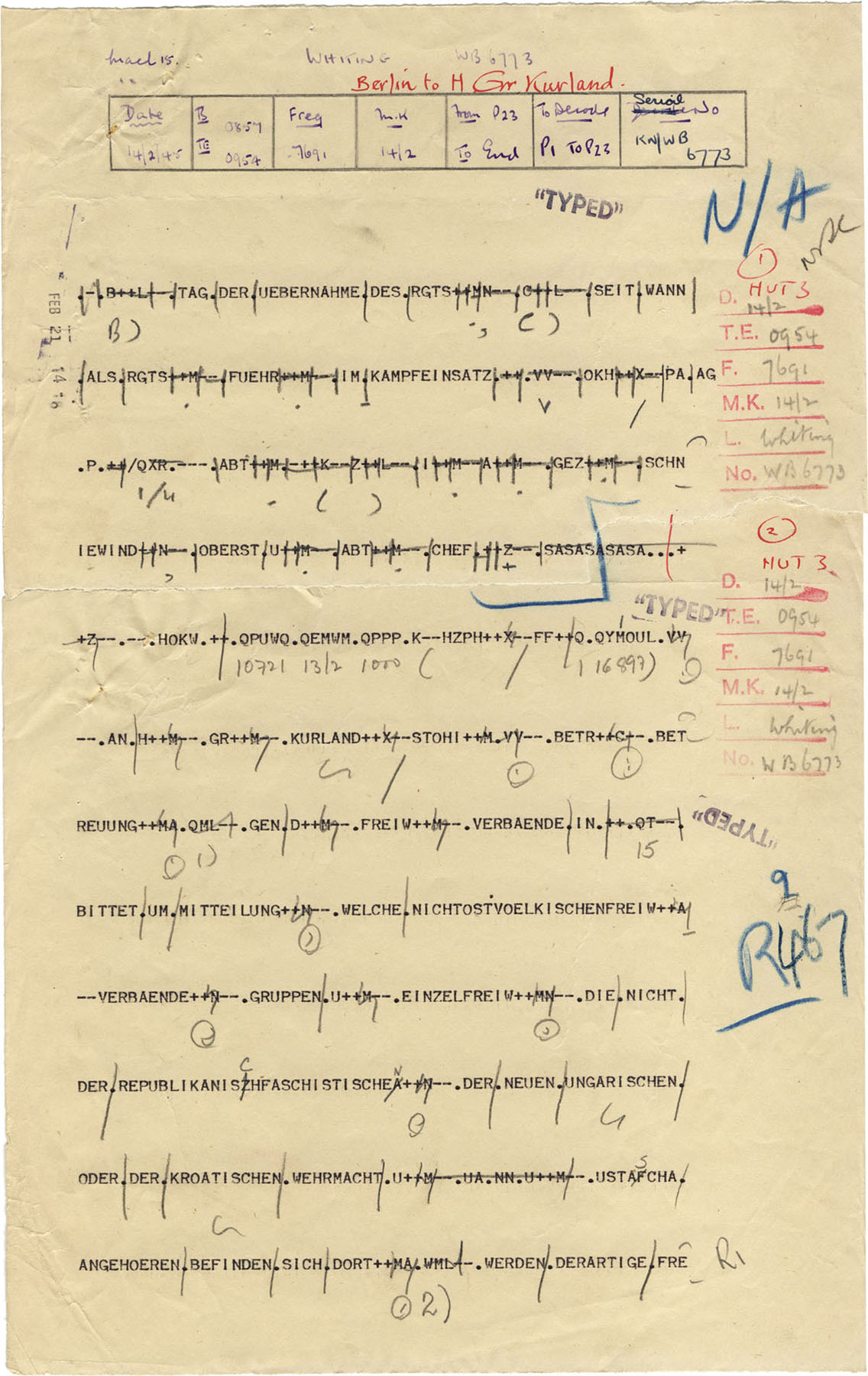
Ein von Berlin an die Heeresgruppe Kurland am 14. Februar 1945 mithilfe der Lorenz-Schlüsselmaschine verschlüsselt gesendetes Funkfernschreiben, das in B.P. als Tunny-Nachricht entziffert wurde.

Dorothy Du Boisson trat 1943 dem WRNS (Women’s Royal Naval Service; deutsch etwa „Königlicher Marinedienst der Frauen“) bei und wurde nach Bletchley Park versetzt. Hier, etwa 70 km nordwestlich von London, war der Standort der damals hochgeheimen zentralen militärischen Dienststelle des Vereinigten Königreichs, die sich erfolgreich mit der Entzifferung des Nachrichtenverkehrs der Wehrmacht und anderer deutscher Dienststellen befasste.
Die damals 24-jährige junge Frau arbeitete zunächst in der sogenannten Newmanry, eine nach ihrem Leiter, dem britischen Codebreaker Max Newman (1897–1984), benannte Abteilung, die sich speziell mit der Entzifferung der deutschen Fernschreibverbindungen befasste. Diese wurden mithilfe des Lorenz-Schlüsselzusatzes SZ42 verschlüsselt. Die britischen Codeknacker gaben diesem deutschen Verfahren den Decknamen „Tunny“ (deutsch: „Thunfisch“).
Unter der Leitung von Newman war zunächst in Hut 11 (Baracke 11) eine kryptanalytische  Maschine zum Bruch von Tunny-Funksprüchen entwickelt worden. Die Wrens, wie dort die mitarbeitenden Frauen genannt wurden, gaben der Maschine den Spitznamen „Heath Robinson“ nach dem englischen Cartoon-Zeichner und Illustrator William Heath Robinson (1872–1944), der unter anderem auch besonders trickreiche und absurde mechanische Maschinen zeichnete. Durch einen weiteren Mitarbeiter von Max Newman, Tommy Flowers (1905–1998), wurden in der Newmanry etwas später die Colossus-Maschinen entwickelt, die ebenfalls sehr erfolgreich gegen den deutschen Schlüsselzusatz SZ42 eingesetzt wurden.

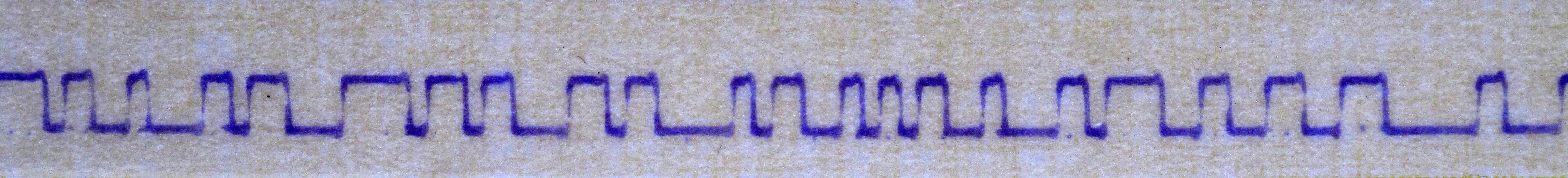
Ein typischer Registrierstreifen, genannt Undulator tape (ca. 12 mm breit und viele Meter lang), wie er damals in den britischen Abfangstationen benutzt wurde, um Funkfernschreibverkehr aufzuzeichnen.

Dorothy Du Boisson arbeitete sowohl am Heath Robinson als auch am Colossus. Kurz vor Kriegsende wurde sie dann Registrarin im sogenannten Ops Room (kurz für Operations Room, also Kontrollraum). Dort war sie für die Sichtung und Verteilung der Registrier- und Lochstreifen verantwortlich, mit denen die verschlüsselten Funkfernschreiben aufgezeichnet und weiterverarbeitet wurden.
Nach Kriegsende wechselte sie ins Air Ministry (Luftfahrtministerium) nach London, bevor sie leitende Administratorin im Verteidigungsministerium des Vereinigten Königreichs in Whitehall wurde. Sie blieb bis ins hohe Alter aktiv und verbrachte, wenn sie nicht auf Reisen war, die meiste Zeit in der englischen Hafenstadt Brighton. Zu ihren Freizeitbeschäftigungen gehörte die Vogelbeobachtung. Im Alter von 93 Jahren erlitt sie eine Infektion und starb im Krankenhaus. Ihre Asche wurde im Woodvale Cemetery in Brighton beigesetzt.